# Anurogryllus toledopizai
Anurogryllus toledopizai är en insektsart som först beskrevs av De Mello 1988.  Anurogryllus toledopizai ingår i släktet Anurogryllus och familjen syrsor. Inga underarter finns listade i Catalogue of Life.